# Astacilla bonnierii
Astacilla bonnierii es una especie de crustáceo isópodo marino de la familia Arcturidae.

## Distribución geográfica
Se distribuye por la zona del estrecho de Gibraltar.